# Жармухамбет
Жармухамбет (каз. Жармұхамбет) — село в Карасайском районе Алматинской области Казахстана. Входит в состав Ельтайского сельского округа. Код КАТО — 195233300.

## Население
В 1999 году население села составляло 520 человек (269 мужчин и 251 женщина). По данным переписи 2009 года, в селе проживало 558 человек (292 мужчины и 266 женщин).